# Hłusza
Hłusza (biał. Глуша) – osiedle typu robotniczego na Białorusi w obwodzie mohylewskim w rejonie bobrujskim, 1,3 tys. mieszkańców (2010), położone 25 km na południowy zachód od Bobrujska.